# 潮安区
潮安区在中国广东省东部、是潮州市下辖的一个市辖区、位於潮州市西南部、廣東省東部的韓江中下游、東鄰饒平縣，南和東南與汕頭市的金平區、龍湖區、澄海區相鄰，西南接揭陽市的揭東區，西接梅州市的大埔縣和豐順縣，區人民政府駐潮安大道。
晋朝时置海阳县。1914年，因與山東省海阳县的縣名同名而改名潮安县。曾多度被废立，1991年12月恢复县治。2013年6月28日，经国务院批准，撤销潮安县，设立潮州市潮安区。

## 歷史沿革
自置海陽縣起，潮安區已有1691年歷史（331年~公元2022年）。
先秦時代，今潮安區境屬閩越地。
秦始皇三十三年（前214年），秦征百越，置南海郡、桂林郡及象郡，今潮安區境屬南海郡揭陽戍。
漢高祖三年（前204年），南海郡龍川縣令（縣長）趙佗兼併南海、桂林及象三郡，建南越國，在今潮安區境置揭陽縣，仍屬南海郡。
西漢漢武帝元鼎六年（前111年），漢平南越，遣軍十萬攻陷都城番禺，南越國亡，揭陽縣令史定不戰而降，原南越地改置南海、蒼梧、鬱林、合浦、交趾、九真、日南七郡，今潮安區境仍置揭陽縣，屬交趾刺史部南海郡。
新莽元始四年（4年），改交趾刺史部為交州，揭陽縣改稱南海亭，今潮安區境屬之，屬交州南海郡。
東漢漢光武帝建武元年（25年），南海亭復稱揭陽縣，今潮安縣境屬之，仍屬交州南海郡。
三國孫吳吳太祖黃武五年（226年），交州北部析置廣州，今潮安縣境屬廣州南海郡揭陽縣，西晉沿之。
東晉晉成帝咸和六年（331年），析南海郡東部置東官郡，將揭陽縣拆分為海陽、潮陽（即今汕頭市潮陽區、潮南區，以及揭陽市普寧市、惠來縣東部）、綏安（即今福建省漳州市漳浦縣）、海寧（即今揭陽市惠來縣西部、汕尾市陸豐市東部及陸河縣東部）四縣，今潮安區境置海陽縣，屬廣州東官郡。
晉安帝义熙九年（413年）析東官郡東部置義安郡，郡治海陽縣，屬廣州，劉宋蕭齊沿之。
南朝齊武帝永明元年（年483年前），海陽縣析置程鄉縣（治所在今梅州市梅江區及梅縣區，管轄今梅江區、梅縣區、平遠縣及蕉嶺縣地域，梅縣建縣之始），兩縣均屬廣州義安郡。
梁武帝普通四年（523年），以義安郡地域置東揚州，不久改名為瀛州，州郡治所均在海陽縣。
南朝陳高祖永定年間（557年—559年），廢瀛州，義安郡改屬廣州，郡治海陽縣。
隋文帝開皇十年（590年），廢義安郡及郡治海陽縣，於原郡治改置義安縣，廢程鄉縣入義安縣，屬循州。
開皇十一年（591年），原義安郡轄地改置「潮州」（因本州東南部瀕臨大海，以「在潮之洲，潮水往復」之意得名。
東晉義熙九年（413年），嶺南地區設置義安郡，郡治定在海陽，而「海陽」就是潮安縣最初的名字。
後隋文帝改郡為州，取「在潮之洲，潮水往復」之意，更「義安郡」為「潮州」，自此開啟了潮州管轄海陽縣的漫長歷史。），州治義安縣。
隋煬帝大業三年（607年）改州為郡，潮州復稱義安郡，郡治義安縣復稱海陽縣，屬揚州。
唐高祖武德四年（621年）改郡為州，義安郡復稱潮州，州治海陽縣，屬循州總管府。
唐太宗貞觀二年（628年），潮州及州治海陽縣改屬廣州都督府，三年（629年）改屬江南道，十年（636年）改屬嶺南道。
唐高宗永徽元年（650年），廢潮陽縣入海陽縣，潮州仍屬嶺南道。
唐睿宗景雲二年（711年），潮州及州治海陽縣改屬福州都督府。
唐玄宗先天元年（712年），析海陽縣復置潮陽縣。
唐玄宗開元二十一年（733年），潮州及州治海陽縣改屬福建道經略使，翌年又改屬嶺南道經略使。
唐玄宗天寶元年（742年）改州為郡，潮州改稱潮陽郡，郡治海陽縣，屬福建道經略使，十年（751年）改屬嶺南道經略使。
唐肅宗乾元元年（758年）改郡為州，潮陽郡復稱潮州，州治海陽縣，屬嶺南道節度使。
唐懿宗咸通三年（862年），潮州及州治海陽縣改屬嶺南東道節度使。
唐昭宗乾寧二年（895年），潮州及州治海陽縣改屬清海軍節度使。
五代南漢建國，潮州及州治海陽縣屬之。
趙宋仍稱潮州，州治海陽縣，改屬廣南東路。
北宋宋徽宗宣和三年（1121年），析海陽縣永寧鄉之魚湖、桃山、地美和官溪四都，崇義鄉之梅崗、藍田、霖田和磐溪四都，以及延德鄉之龍溪、蓬州、鰐浦和鮀江四都置新縣，以南越國、漢代之揭陽縣命名，歸潮州管轄。
南宋宋高宗紹興二年（1132年）廢潮陽縣、揭陽縣入海陽縣。
紹興八年（1136年），析海陽縣復置潮陽縣、揭陽縣，歸潮州管轄。
元世祖至元十六年（1279年），升潮州為潮州路總管府，治所為海陽縣，屬江西等處行中書省廣東道宣慰使司。
明太祖洪武二年（1369年）改路為府，潮州路改稱潮州府，府治海陽縣，屬廣東等處承宣布政使司。
明憲宗成化十三年（1477年），析海陽縣光德鄉之弦歌、灤州和清遠四都，太平鄉之宣化和信寧兩都，以及懷德鄉之隆眼城、秋溪和蘇灣三都，合置饒平縣，縣治在弦歌都（清代改稱元歌都，避諱清聖祖愛新覺羅玄燁同音字）下饒堡（即今饒平縣老縣城三饒鎮），歸潮州府管轄。
明世宗嘉靖四十二年（1563年）正月二十八日，析海陽縣之上外莆、中外莆和下外莆三都，揭陽縣延德鄉之蓬州、鮀江和鱷浦三都，饒平縣之蘇灣都合置澄海縣，縣治下外莆都之辟望村（即今汕頭市澄海區鳳翔街道、澄華街道），歸潮州府管轄。
嘉靖四十四年（1565年），從饒平縣拆出秋溪都歸海陽縣。
清代仍設潮州府，府治海陽縣，屬廣東省惠潮嘉道。
清高宗乾隆三年（1738年），拆出海陽縣之豐政都全部，揭陽縣藍田都之九圖、十圖，嘉應直隸州治所（原程鄉縣省入州）萬安都之徑心、環清、建橋三堡，以及大埔縣清遠都白芒社等四州縣邊陲地，合置豐順縣，以原豐政都湯田通判府城（今豐順縣豐良镇）為縣治，歸潮州府管轄。
中華民國元年（1912年）1月廢惠潮嘉道、潮州府，置潮州安撫使，同年4月改為潮州軍務督辦，不久改置潮梅鎮守使（駐汕頭埠），海陽縣先後屬之。
民國三年（1914年）1月，因與山東省海陽縣同名，改稱「潮安縣」（寓意為『潮水安瀾』），屬潮循道。
民國九年（1920年）廢潮循道，潮安縣直屬廣東省。
民國十四年（1925年），設東江行政委員公署（駐汕頭市），未一年廢，轄潮安、潮陽、揭陽、饒平、惠來、大埔、澄海、普寧、豐順、南澳、惠陽、梅縣、興寧、陸豐、海豐、博羅、河源、五華、紫金、蕉嶺、和平、連平、龍川、新豐等二十四縣及汕頭市。
民國十七年（1928年），設東江善後委員公署（駐汕頭市），轄潮安、潮陽、揭陽、饒平、惠來、大埔、澄海、普寧、豐順、南澳、惠陽、梅縣、興寧、陸豐、海豐、博羅、河源、五華、紫金、蕉嶺、和平、連平、龍川、新豐等二十四縣及汕頭市。民國十八年（1929年）六月罷。
民國二十一年（1932年）春，設東區綏靖委員公署，兼掌軍事行政。公署初駐潮安縣後遷汕頭市，轄潮安、潮陽、揭陽、饒平、惠來、大埔、澄海、普寧、豐順、南澳、惠陽、梅縣、興寧、陸豐、海豐、博羅、河源、五華、紫金、蕉嶺、和平、連平、龍川、新豐等二十四縣及汕頭市。民國二十五年（1936年）十月十六日廢。
民國二十五年（1936年），設第五區行政督察專員公署（駐潮安縣），轄潮安、潮陽、揭陽、澄海、饒平、惠來、普寧、豐順、南澳等九縣，汕頭市及南山管理局。
民國三十八年（1949年），改設第八區行政督察專員公署（駐潮安縣），轄潮安、豐順、澄海、饒平、揭陽、南澳等六縣及汕頭市。
1950年2月，成立廣東省潮汕區行政督察專員公署，撤銷潮汕臨時專署，駐省轄市汕頭市。同年10月，改名廣東省人民政府潮汕專員公署（潮汕專區），轄潮安、揭陽、饒平、澄海、南澳、潮陽、普寧、惠來八縣。
1951年7月，成立廣東省人民政府粵東辦事處，駐所在潮安縣彩塘鄉林塢村【即今潮安區彩塘鎮院前村（行政村）林塢自然村】，轄潮汕專區、興梅專區、東江專區和汕頭市。
1952年，廣東省人民政府粵東辦事處與潮汕、興梅、東江三個專區和汕頭市合併，11月撤銷粵東辦事處，成立廣東省人民政府粤東行政公署，管轄汕頭市，以及潮安縣、潮陽縣（即今汕頭市潮陽區和潮南區）、揭陽縣（即今揭陽市榕城區、揭東區和揭西縣）、饒平、惠來縣、澄海縣、普寧縣、豐順縣、南澳縣、梅縣（即今梅州市梅江區和梅縣區）、大埔縣、平遠縣、蕉嶺縣、五華縣、興寧縣、龍川、河源縣（即今河源市源城區和東源縣）、紫金縣、海豐縣、陸豐縣、惠陽縣（即今惠州市惠城區、惠陽區和惠東縣）共21縣市。
1953年1月，城關鎮（註：城關特指縣城）、意溪鎮，以及城關鎮郊的廈寺鄉和宮後村從潮安縣劃出，設立「潮安市」；同年7月，改稱「潮州市」，為省轄市，潮安縣仍屬粵東行政區行政公署管轄，縣市首次分治。
1958年11月，撤銷潮州市建制，併入潮安縣，原所轄行政區改設「城關镇人民公社」（鄉級行政區），下轄湘橋、西湖、金山、太平、南春5個管理區。
1959年7月，城關鎮人民公社改為「潮州鎮」（縣級，隸屬潮安縣）。
1979年8月，國務院批准以潮州鎮、鎮郊公社，意溪公社（即今潮州市湘橋區意溪鎮）之下津生產大隊（行政村），磷溪公社（即今潮州市湘橋區磷溪鎮）之六亩、卧石、黄金塘和社光四個生產大隊（行政村）等地域重建「潮州市（縣級市）」，1980年正式生效，縣市二次分治，同屬汕頭地區。
1983年12月20日，國務院批准撤銷潮安縣，其行政區域併入潮州市，潮州市為省轄縣級市，委託汕頭市（地級市）代管。此前的1983年3月份，廣東省人民政府同意潮安縣併入潮州市，7月1日新的「潮州市」正式成立。
1983年12月22日，國務院批准實行市管縣制，撤銷汕頭地區，原地區所屬8縣及潮州市（縣級市）併入汕頭市（地級市）。此前的1893年7月13日，中國共產黨廣東省委員會（中共廣東省委）通知撤銷汕頭地區，實行地市合併、市領導縣體制，汕頭市為省轄市。
1988年12月，廣東省人民政府批准潮州市歸省直接領導，享受市（地）【地級市】一級經濟管理權限。
1989年12月，中共廣東省委决定潮州市為副地級市，1990年1月生效。
1991年12月7日，國務院批准調整原汕頭市（即今潮汕地區）行政區劃，潮州市升格為地級市並擴大行政區域，潮州市人民政府駐原潮州市昌黎路，管轄新設立之湘橋區（區人民政府駐潮州市太平路，轄原潮州市西湖街道等八個街道辦事處、意溪鎮全部，楓溪鎮及古巷鎮的部份行政區域）、新恢復之潮安縣（轄原潮州市庵埠鎮、龍湖鎮、鳳凰鎮等十九個建制鎮和三個鄉）和原汕頭市之饒平縣，潮安縣人民政府（縣城）駐楓溪鎮。
1991年底，恢復潮安縣建制，楓溪鎮屬潮安縣，為潮安縣縣委、縣人民政府駐地（原楓溪抽紗公司内），並劃出陳橋、鳳山、花園、大新鄉、高厝塘、蓮雲、竹圍、田東、大園、西厢、雲梯、池湖、蔡隴13個管理區（社區居民委員會/行政村村民委員會前身）歸湘橋區管轄。1992年4月23日，潮安縣黨政機關在楓溪鎮（原楓溪抽紗公司內）掛牌辦公，標誌着潮安縣恢復建制。同年9月21日，經國務院民政部批准，縣城遷址庵埠鎮。1992年9月21日，國家民政部發文通知：「經國院院批准，同意潮安縣人民政府駐地由楓溪鎮遷至庵埠鎮。」
潮安縣城近期規劃面積40平方公里（包括庵埠鎮及彩塘、東鳳鎮部分地區），城鎮人口15萬人；遠期規劃面積60平方公里，人口23萬人。縣委、縣政府辦公地址定於潮汕公路西面，在文里村與劉隴村中間偏北位置。
12月22日，潮安縣黨政機關辦公樓、庵埠經濟開發區、潮安大道、金源房地產開發區奠基，潮安縣城全面建設揭開序幕。
1993年4月25日，中共潮安縣委（中國共產黨潮安縣委員會）、縣政府（潮安縣人民政府）、縣人大（潮安縣人民代表大會）、縣政協（中國人民政治協商會議潮安縣委員會）、縣紀委（中共潮安縣紀律檢查委員會）五套班子及其辦公室和大部分縣直機關搬到縣城所在地庵埠鎮辦公。
1995年，潮州市人民政府將楓溪鎮從潮安縣分開，設立潮州市楓溪區，為縣級管理區，行政機關為「潮州市楓溪區管理委員會」。但由於沒有國務院備案與批准，現楓溪區行政區劃仍屬於潮安區，即潮安區楓溪鎮。1995年12月，中國共產黨潮州市委員會、市人民政府決定設立楓溪區，其行政領導機關為「潮州市楓溪區管理委員會」（行政正處級單位），是市的派出機構，行使縣區級的職權。管理區域為：楓溪鎮（從潮安區劃出）、潮州火車站區、池湖、蔡隴兩個管理區（從湘橋區鳳新街道劃出），區委、區管委會駐楓溪村。
2002年，潮安縣區劃調整：大山鎮併入鳳凰鎮，鳳南鎮併入歸湖鎮，田東鎮併入登塘鎮。
2013年6月28日，國務院批准撤銷潮安縣，設立潮州市潮安區，並將原屬潮安縣的磷溪鎮、官塘镇、鐵鋪鎮劃歸潮州市湘橋區，同年10月9日正式掛牌成立。由廣東省潮安縣撤縣設立的潮州市潮安區9日上午舉行掛牌儀式，宣告相關機構正式運行。
國務院日前批覆同意廣東省調整潮州市部分行政區劃，正式批准撤銷潮安縣，設立潮州市潮安區。
潮安區將以原潮安縣（不含磷溪鎮、官塘鎮、鐵鋪鎮）的行政區域為潮安區的行政區域。同時，將原潮安縣的磷溪鎮、官塘鎮、鐵鋪鎮劃歸潮州市湘橋區（該區為潮州市中心城區）管轄。這標誌著潮州中心城區擴容提質實現突破。

## 行政区划
潮安区下辖16个镇：
古巷镇、登塘镇、凤塘镇、浮洋镇、龙湖镇、金石镇、沙溪镇、彩塘镇、东凤镇、庵埠镇、江东镇、归湖镇、文祠镇、凤凰镇、赤凤镇、枫溪镇、万峰林场、大坑苗圃场、东山湖农场和庵埠经济开发试验区。
另有广东潮安经济开发区、潮安高铁新城管委会、潮安东山湖现代产业园三个镇级功能区。
在恢复潮州市前，潮州市一带曾属潮安县所辖。潮安还是著名的侨乡，著名海外华人有饶宗颐、李嘉诚、陈伟南、蔡澜、孙大文等。

## 人口
2023 年年末，全区户籍总人口117.84万人，常住人口 118.03 万人，其中，城镇人口 76.00 万人，常住人口城镇化率64.4%。

## 政治

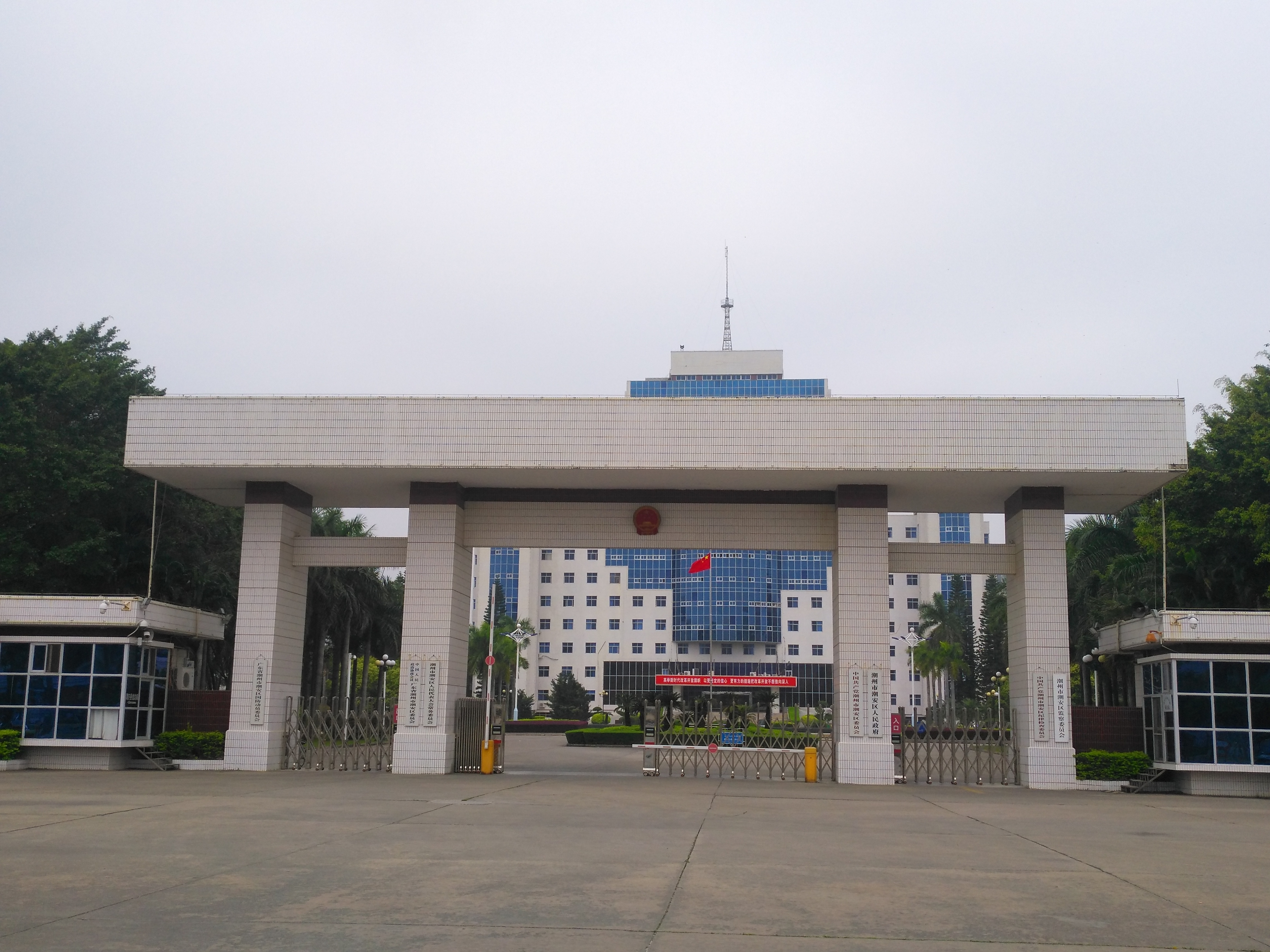
潮州市潮安区人民政府

### 现任领导
| 机构     | · 中国共产党 · 潮州市潮安区委员会 · 书记 | 潮州市潮安区人民代表大会 常务委员会 主任 | 潮州市潮安区人民政府 区长 | · 中国人民政治协商会议 · 潮州市潮安区委员会 · 主席 |
| -------- | ---------------------------------------- | ---------------------------------------- | ------------------------- | -------------------------------------------------- |
| 姓名     | 庄朝惠                                   | 黄键新                                   | 张广贤                    | 黄得兴                                             |
| 民族     | 汉族                                     | 汉族                                     | 汉族                      | 汉族                                               |
| 籍贯     | 广东省饶平县                             | 广东省饶平县                             | 广东省潮州市潮安区        | 广东省潮州市湘桥区                                 |
| 出生日期 | 1967年11月（57歲）                       | 1965年2月（60歲）                        | 1970年1月（55歲）         | 1964年9月（60歲）                                  |

## 交通

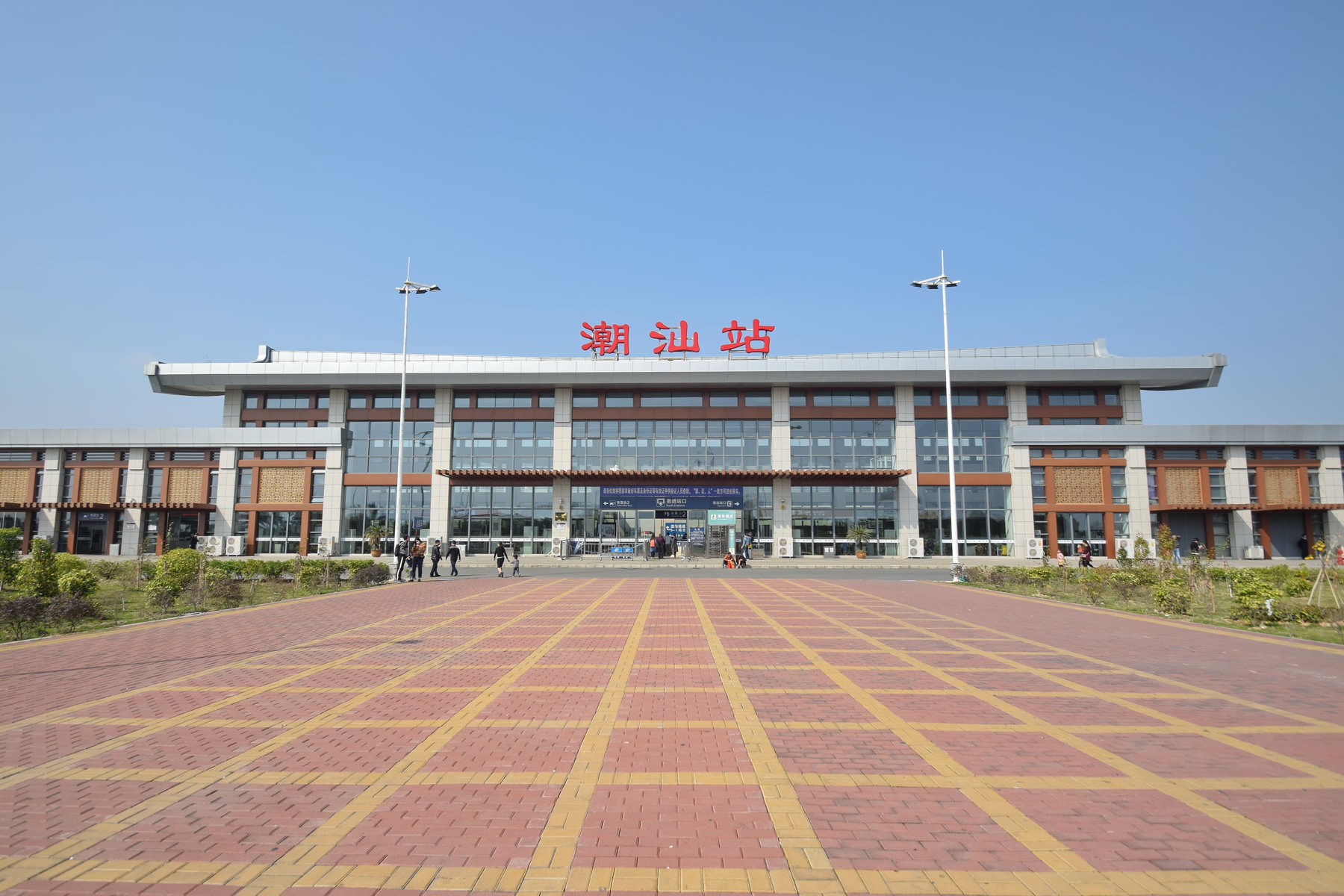
厦深铁路潮汕站

- 汕昆高速、 甬莞高速、 潮汕环线高速、 355国道、 539国道过境。

### 铁路
潮安境内有广梅汕铁路潮州站、广梅汕铁路潮安站；厦深铁路潮汕站。
广梅汕铁路潮州段全长31.7公里，境内设潮州、潮安、龙湖两个站和一个乘降所，于1995年12月28日建成全线通车。
已建成通车的厦深铁路是国家铁路网规划中东南沿海快速客运通道的重要组成部分。厦深铁路潮安境内的潮汕站是潮汕三市共用的铁路中心枢纽站，是全线一个使用南北双站房的交通枢纽站。

### 公路
境内公路总里程2805.2公里，公路密度每百平方公里226.5公里；汕揭高速公路在城区设置互通口。2011年底建成投入使用的揭阳潮汕国际机场距离城区约20公里。

## 媒体

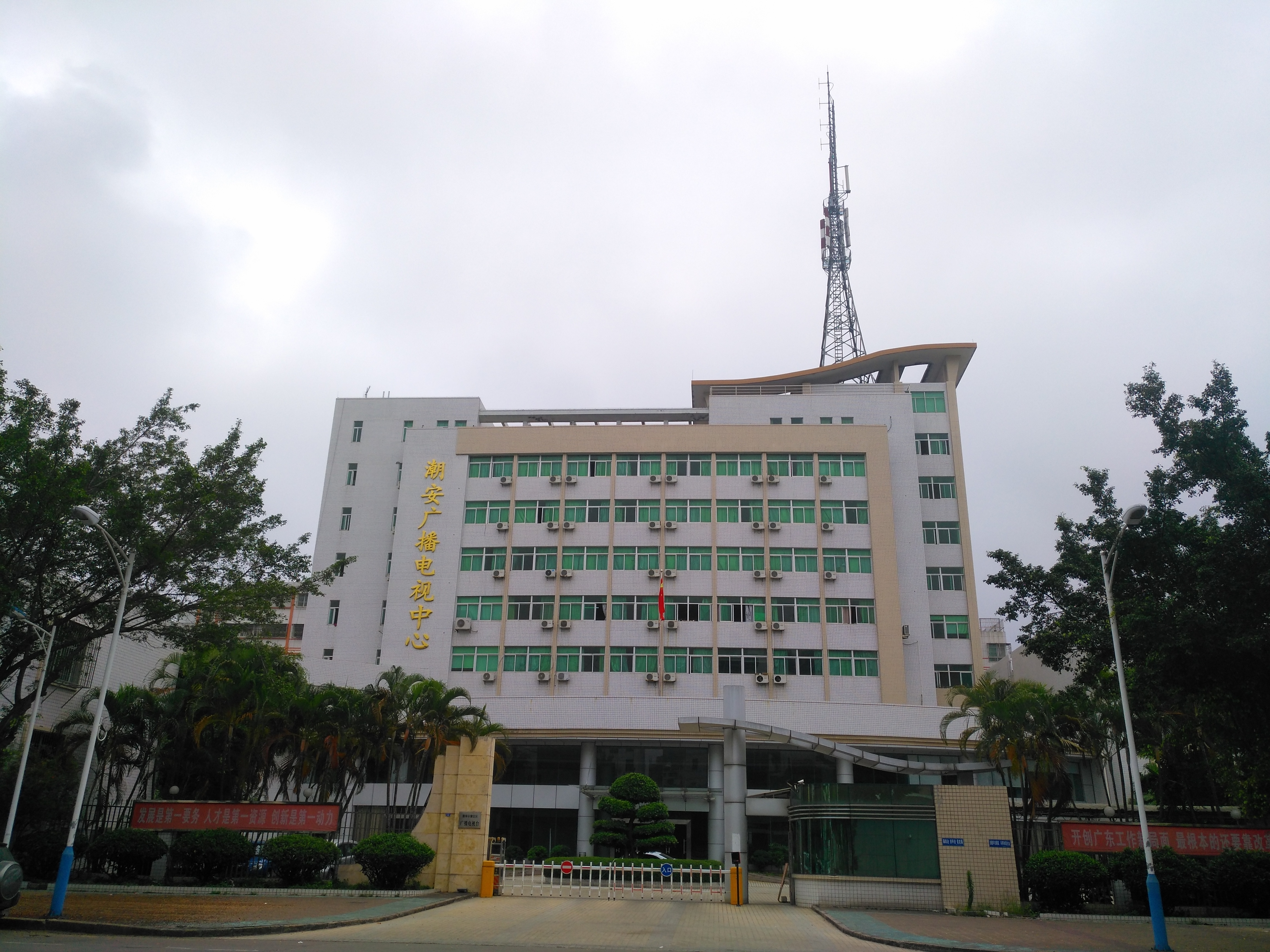
潮安广播电视中心

潮安广播电视台是潮安区的主要媒体，位于潮安城区安北路，成立于1992年8月10日，1994年6月15日潮安人民广播电台开播，1996年1月1日潮安电视台开播。
目前有两个电视频道（综合频道、影视频道）和一个广播频率FM98.3，2017年9月30日潮安的两个电视频道实现高清播出，是广东省第一个实现高清播出的县区级电视台。
1995-2004年间潮安广播电视台曾设在党政办公大楼，2004年12月底迁至新落成的位于安北路中段的县广播电视制作中心办公，并且在楼顶设有广播电视发射塔。

## 旅游景点

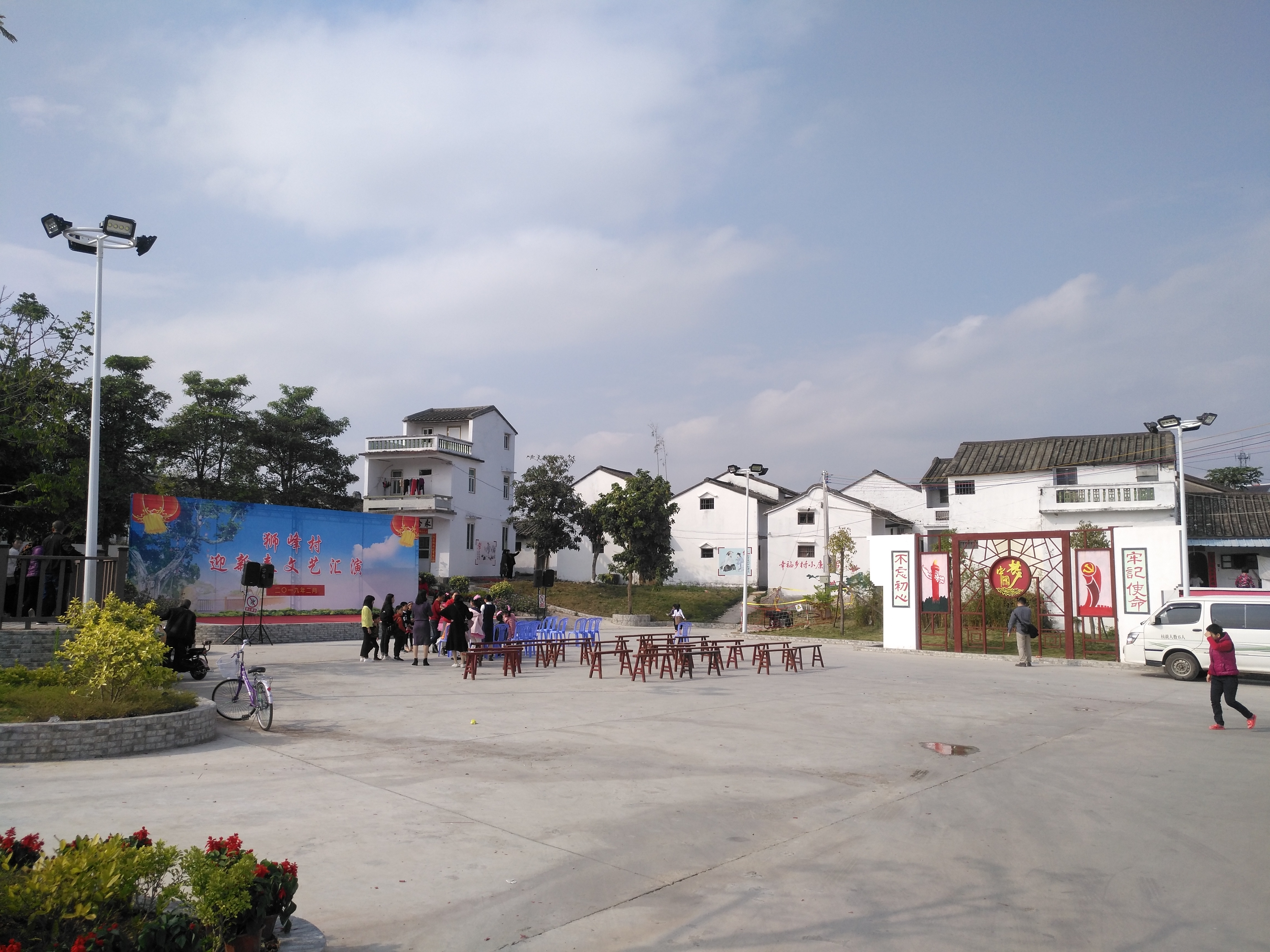
归湖镇狮峰村文化广场

潮安区历史悠久，其境内旅游景点和文物古蹟众多，例如凤凰天池、凤翔峡、龙湖古寨、幽谷逸林、绿太阳景区、桑浦山、梅林湖风景区等。此外也出现了潮安人民公园、府前公园、华夏历史博物馆等新兴旅游休闲设施。

## 社会事业

### 医疗
2019年8月，入选为紧密型县域医共体建设试点县。

### 教育
1992年，县教育局管辖枫溪、古巷、登塘、田东、凤塘、浮洋、龙湖、沙溪、金石、庵埠、彩塘、东凤、江东、磷溪、铁铺、官塘、文祠、归湖、凤凰、赤凤、大山、凤南共22个镇和万峰林场的中小学校，还有县直属学校华侨中学、松昌中学、宝山中学。全县共有学校496所，其中小学 417所，初级中学68所，完全中学11所，全县中小学生147602人，其中小学生110416人。1993年9月创办潮安县职业中学。1997年9月创办潮安县实验学校。1992—2004年，各镇对所属学校进行调整，通过新建、改建、扩建、合并、撤销等，优化教育资源。
至2005年，全县共有高（完）中15所，高中学生人数19538人，初中39所，学生人数59472人，高、初中生共79010人，占全县总人数的7.3%；小学356所，学生123592人，占全县总人数的11.4%；幼儿园528所，在园幼儿29053人。全县适龄儿童小学入学率达99.99%，小学毕业升学率98.2%。有职业技术学校1所，电视大学1所，特殊教育学校1所，乡镇成人文化技术学校18所。 
1992年，全县没有上等级的学校，优质学位为零。1994年起，全县通过优化教育资源，创造优质办学条件，并通过省、市、县人民政府督导部门的等级评估，至2005年，全县有省一级学校5所，市一级学校18所，县一级学校47所。
省一级学校分别为：潮州市华侨中学、潮州市松昌中学、潮安区宝山中学、潮安区实验学校和潮安区庵埠中学。
市一级学校分别为：彩塘中学、庵埠华侨中学、凤塘中学、古巷中学、龙溪中学、东凤鳌头中学、凤塘大埕小学、庵埠文里小学、凤岐小学、明诚小学、凤凰华侨中学、磷溪中学、铁铺中学、浮洋六联小学、九座庵小学、凤塘盛户小学、古巷德芳中学和松昌实验学校。 
县一级学校分别为：江东中学、金石龙阁小学、沙溪沙二小学、龙湖中学、铁铺慈云学校、彩塘怀德小学、金石中学、东凤中学、区职业中学、庵埠镇庵埠小学、永思小学、端本小学、东凤镇东二小学、庵埠耀德小学、官里小学、归湖怀慈中学、登塘中学、凤凰福南小学、龙湖鹳四秀英小学、凤塘陈坤标学校、古巷枫洋中学、浮洋乌洋小学、磷溪中心小学、田心小学、庵埠维则小学、归湖金溪小学、彩塘宏安小学、振华学校、仙乐小学、时新小学、东凤内畔小学、凤凰中学、金石大寨中学、凤塘智勇中学、浮岗小学、文祠上荣小学、古巷古三小学、归湖中学、磷溪联侨中学、金沙中学、侨光中学、江东上庄小学、庵埠梅溪小学、郭陇小学、彩塘和平小学、官塘巷下小学和浮洋高义小学。
市一级幼儿园为庵埠镇万通幼儿园。区一级幼儿园分别为：庵埠镇供销社幼儿园、龙湖镇银湖幼儿园、庵埠镇艺术幼儿园、彩塘镇坽头幼儿园、东凤镇仰望幼儿园、城区小太阳幼儿园、庵埠镇蓝精灵幼儿园、金石星星幼儿园和金石镇康乐幼儿园。

## 特产
- 凤凰单枞茶：国家地理标志产品。